# El cantor del pueblo
 El cantor del pueblo  es una película en blanco y negro de Argentina dirigida por Antonio Ber Ciani sobre el guion Carlos Goicochea y Rogelio Cordone adaptado por José Ramón Luna que se estrenó el 23 de enero de 1948 y que tuvo como protagonistas a Roberto Quiroga, Tito Lusiardo, Mario Fortuna, Perla Mux, Herminia Franco y César Fiaschi.

## Sinopsis
Tres jóvenes humildes salen del barrio en busca de fama como cantores de tango.

## Reparto
- Roberto Quiroga... Daniel Almada
- Tito Lusiardo
- Mario Fortuna
- Perla Mux ... Rosita
- Herminia Franco
- César Fiaschi
- María Esther Podestá
- Mabel Dorán
- Oscar Soldati
- Lilian Valmar
- Narciso Ibáñez
- Hernani Stinga
- María Esther Buschiazzo
- Domingo Mania
- Juan D'Arienzo
- Alfredo de Angelis
- Roberto Firpo
- Domingo Federico

## Comentarios
La crónica de Noticias Gráficas dijo:

”Utilizando personajes típicos de nuestro medio, y que tantas veces aparecen en las letras del tango –la madrecita, la barra, la mala mujer, la novia y el barrio- arman, sin degradarlo, su asunto.”

Por su parte Manrupe y Portela escriben:

”Desfile de tangos con algunas buenas escenas del puerto de Buenos Aires.”